# Abraxas friedrichi
Abraxas friedrichi är en fjärilsart som beskrevs av Eugen Wehrli 1935. Abraxas friedrichi ingår i släktet Abraxas och familjen mätare. Inga underarter finns listade i Catalogue of Life.